# Liberia ai Giochi della XXXIII Olimpiade
La Liberia ha partecipato ai Giochi della XXXIII Olimpiade, svoltisi a Parigi dal 26 luglio all'11 agosto 2024, con una delegazione di 8 atleti (incluse le riserve), 5 uomini e 3 donne, tutti in gara per l'atletica leggera.

## Delegazione
| Sport            | Uomini | Donne | Totale |
| ---------------- | ------ | ----- | ------ |
| Atletica leggera | 4      | 3     | 8      |
| Totale           | 4      | 3     | 7      |

## Risultati

### Atletica leggera
| Q | Qualificato al turno successivo per la posizione in qualificazione                                                           |
| q | Qualificato per il turno successivo per ripescaggio o, negli eventi su campo, conquistando la misura minima per qualificarsi |

Eventi su pista e strada
| Atleta                                                      | Evento                   | Batterie  | Batterie  | Ripescaggio     | Ripescaggio     | Semifinale      | Semifinale      | Finale          | Finale          |
| Atleta                                                      | Evento                   | Riaultato | Posizione | Risultato       | Posizione       | Risultato       | Posizione       | Risultato       | Posizione       |
| ----------------------------------------------------------- | ------------------------ | --------- | --------- | --------------- | --------------- | --------------- | --------------- | --------------- | --------------- |
| Emmanuel Matadi                                             | 100 m piani              | 10.08     | 4 q       | —               | —               | 10.18           | 8               | non qualificato | non qualificato |
| Joseph Fahnbulleh                                           | 200 m piani              | 20.20     | 1 Q       | bye             | bye             | 20.12           | 2 Q             | 20.15           | 7               |
| Thelma Davies                                               | 100 m piani femminili    | 12.05     | 9         | non qualificato | non qualificato | non qualificato | non qualificato | non qualificato | non qualificato |
| Destiny Smith-Barnett                                       | 100 m piani femminili    | 11.99     | 8         | non qualificato | non qualificato | non qualificato | non qualificato | non qualificato | non qualificato |
| Ebony Morrison                                              | 100 m ostacoli femminili | 12.93     | 6 R       | 12.82           | 1 Q             | Squalificato    | Squalificato    | Non qualificato | Non qualificato |
| Joseph Fahnbulleh Emmanuel Matadi Jabez Reeves John Sherman | 4×100 m                  | 38.97     | 7         | N.D.            | N.D.            | N.D.            | N.D.            | non qualificato | non qualificato |